# Роле (Західнопоморське воєводство)
Роле (пол. Role) — село в Польщі, у гміні Ромбіно Свідвинського повіту Західнопоморського воєводства.
Населення — 223 особи (2011).
У 1975-1998 роках село належало до Кошалінського воєводства.

## Демографія
Демографічна структура станом на 31 березня 2011 року:
|          | Загалом | Допрацездатний вік | Працездатний вік | Постпрацездатний вік |
| -------- | ------- | ------------------ | ---------------- | -------------------- |
| Чоловіки | 157     | 10                 | 140              | 7                    |
| Жінки    | 66      | 17                 | 43               | 6                    |
| Разом    | 223     | 27                 | 183              | 13                   |